# London Borough of Camden
För andra betydelser av Camden, se Camden.
London Borough of Camden är en kommun (borough) i London som ligger norr om City of Westminster och City of London. Camden har en befolkning på 218 000 personer (2022) och täcker en yta på 22 kvadratkilometer. Avstånden mellan Camden Market och Leicester Square i centrala London är cirka 5 kilometer.
Många turister söker sig till marknaden kring Camden Lock där det mesta finns att köpa. Även British Museum och British Library är populära turistmål. Det finns många skolor, bland annat University of London. I Camden ligger större delen av Hampstead Heath, ett stort och mycket välskött grönområde med träd och vatten.

## Distrikt
Distrikt som helt eller delvis ligger i Camden:
- Belsize Park
- Bloomsbury
- Camden Town
- Chalk Farm
- Dartmouth Park
- Fitzrovia
- Frognal
- Gospel Oak
- Hampstead
- Highgate
- Holborn
- Kentish Town
- King's Cross
- Primrose Hill
- Somerstown
- St Giles
- St Pancras
- Swiss Cottage
- West Hampstead